# Список астероїдів (43001—43100)
| Назва                           | Тимчасове позначення | Дата відкриття    | Місце відкриття                  | Відкривач                         |
| ------------------------------- | -------------------- | ----------------- | -------------------------------- | --------------------------------- |
| (43001) 1999 UE9                | 1999 UE9             | 29 жовтня 1999    | Каталінський огляд               | Каталінський огляд                |
| (43002) 1999 US12               | 1999 US12            | 29 жовтня 1999    | Каталінський огляд               | Каталінський огляд                |
| (43003) 1999 UC14               | 1999 UC14            | 29 жовтня 1999    | Каталінський огляд               | Каталінський огляд                |
| (43004) 1999 UR16               | 1999 UR16            | 29 жовтня 1999    | Каталінський огляд               | Каталінський огляд                |
| (43005) 1999 UA17               | 1999 UA17            | 30 жовтня 1999    | Каталінський огляд               | Каталінський огляд                |
| (43006) 1999 UG26               | 1999 UG26            | 30 жовтня 1999    | Каталінський огляд               | Каталінський огляд                |
| (43007) 1999 UK27               | 1999 UK27            | 30 жовтня 1999    | Обсерваторія Кітт-Пік            | Spacewatch                        |
| (43008) 1999 UD31               | 1999 UD31            | 31 жовтня 1999    | Обсерваторія Кітт-Пік            | Spacewatch                        |
| (43009) 1999 UB39               | 1999 UB39            | 29 жовтня 1999    | Станція Андерсон-Меса            | LONEOS                            |
| (43010) 1999 UE41               | 1999 UE41            | 17 жовтня 1999    | Станція Андерсон-Меса            | LONEOS                            |
| (43011) 1999 UD42               | 1999 UD42            | 20 жовтня 1999    | Сокорро (Нью-Мексико)            | LINEAR                            |
| (43012) 1999 US49               | 1999 US49            | 30 жовтня 1999    | Каталінський огляд               | Каталінський огляд                |
| (43013) 1999 UX50               | 1999 UX50            | 30 жовтня 1999    | Каталінський огляд               | Каталінський огляд                |
| (43014) 1999 UQ51               | 1999 UQ51            | 31 жовтня 1999    | Каталінський огляд               | Каталінський огляд                |
| (43015) 1999 UD52               | 1999 UD52            | 31 жовтня 1999    | Каталінський огляд               | Каталінський огляд                |
| (43016) 1999 VM                 | 1999 VM              | 2 листопада 1999  | Обсерваторія Оахака              | Джеймс Рой                        |
| (43017) 1999 VA2                | 1999 VA2             | 5 листопада 1999  | Обсерваторія Оахака              | Джеймс Рой                        |
| (43018) 1999 VY2                | 1999 VY2             | 4 листопада 1999  | Обсерваторія Наті-Кацуура        | Йошісада Шімідзу, Такеші Урата    |
| (43019) 1999 VG3                | 1999 VG3             | 1 листопада 1999  | Обсерваторія Кітт-Пік            | Spacewatch                        |
| (43020) 1999 VO4                | 1999 VO4             | 1 листопада 1999  | Каталінський огляд               | Каталінський огляд                |
| (43021) 1999 VT5                | 1999 VT5             | 4 листопада 1999  | Обсерваторія Наті-Кацуура        | Йошісада Шімідзу, Такеші Урата    |
| (43022) 1999 VR7                | 1999 VR7             | 7 листопада 1999  | Вішнянська обсерваторія          | Корадо Корлевіч                   |
| (43023) 1999 VS12               | 1999 VS12            | 11 листопада 1999 | Обсерваторія Фаунтін-Гіллс       | Чарльз Джулз                      |
| (43024) 1999 VU12               | 1999 VU12            | 11 листопада 1999 | Обсерваторія Фаунтін-Гіллс       | Чарльз Джулз                      |
| 43025 Валюша (Valusha)          | 1999 VW12            | 1 листопада 1999  | Королівська обсерваторія Бельгії | Ерік Вальтер Ельст, Сергій Іпатов |
| (43026) 1999 VJ20               | 1999 VJ20            | 11 листопада 1999 | Обсерваторія Фаунтін-Гіллс       | Чарльз Джулз                      |
| (43027) 1999 VA23               | 1999 VA23            | 12 листопада 1999 | Обсерваторія Ньйоска             | Стефано Спозетті                  |
| (43028) 1999 VE23               | 1999 VE23            | 12 листопада 1999 | Обсерваторія Ньйоска             | Стефано Спозетті                  |
| (43029) 1999 VT24               | 1999 VT24            | 13 листопада 1999 | Обсерваторія Оїдзумі             | Такао Кобаяші                     |
| (43030) 1999 VK25               | 1999 VK25            | 13 листопада 1999 | Обсерваторія Оїдзумі             | Такао Кобаяші                     |
| (43031) 1999 VY25               | 1999 VY25            | 14 листопада 1999 | Обсерваторія Фарпойнт            | Ґері Гаґ, Ґрем Белл               |
| (43032) 1999 VR26               | 1999 VR26            | 3 листопада 1999  | Сокорро (Нью-Мексико)            | LINEAR                            |
| (43033) 1999 VT29               | 1999 VT29            | 3 листопада 1999  | Сокорро (Нью-Мексико)            | LINEAR                            |
| (43034) 1999 VO34               | 1999 VO34            | 3 листопада 1999  | Сокорро (Нью-Мексико)            | LINEAR                            |
| (43035) 1999 VO35               | 1999 VO35            | 3 листопада 1999  | Сокорро (Нью-Мексико)            | LINEAR                            |
| (43036) 1999 VF37               | 1999 VF37            | 3 листопада 1999  | Сокорро (Нью-Мексико)            | LINEAR                            |
| (43037) 1999 VH37               | 1999 VH37            | 3 листопада 1999  | Сокорро (Нью-Мексико)            | LINEAR                            |
| (43038) 1999 VV44               | 1999 VV44            | 4 листопада 1999  | Каталінський огляд               | Каталінський огляд                |
| (43039) 1999 VD45               | 1999 VD45            | 4 листопада 1999  | Каталінський огляд               | Каталінський огляд                |
| (43040) 1999 VT45               | 1999 VT45            | 4 листопада 1999  | Каталінський огляд               | Каталінський огляд                |
| (43041) 1999 VC47               | 1999 VC47            | 4 листопада 1999  | Сокорро (Нью-Мексико)            | LINEAR                            |
| (43042) 1999 VF47               | 1999 VF47            | 4 листопада 1999  | Сокорро (Нью-Мексико)            | LINEAR                            |
| (43043) 1999 VN49               | 1999 VN49            | 3 листопада 1999  | Сокорро (Нью-Мексико)            | LINEAR                            |
| (43044) 1999 VR49               | 1999 VR49            | 3 листопада 1999  | Сокорро (Нью-Мексико)            | LINEAR                            |
| (43045) 1999 VV49               | 1999 VV49            | 3 листопада 1999  | Сокорро (Нью-Мексико)            | LINEAR                            |
| (43046) 1999 VF50               | 1999 VF50            | 3 листопада 1999  | Сокорро (Нью-Мексико)            | LINEAR                            |
| (43047) 1999 VT56               | 1999 VT56            | 4 листопада 1999  | Сокорро (Нью-Мексико)            | LINEAR                            |
| (43048) 1999 VR59               | 1999 VR59            | 4 листопада 1999  | Сокорро (Нью-Мексико)            | LINEAR                            |
| (43049) 1999 VD61               | 1999 VD61            | 4 листопада 1999  | Сокорро (Нью-Мексико)            | LINEAR                            |
| (43050) 1999 VL66               | 1999 VL66            | 4 листопада 1999  | Сокорро (Нью-Мексико)            | LINEAR                            |
| (43051) 1999 VF71               | 1999 VF71            | 4 листопада 1999  | Сокорро (Нью-Мексико)            | LINEAR                            |
| (43052) 1999 VJ71               | 1999 VJ71            | 4 листопада 1999  | Сокорро (Нью-Мексико)            | LINEAR                            |
| (43053) 1999 VD72               | 1999 VD72            | 11 листопада 1999 | Станція Сінлун                   | SCAP                              |
| (43054) 1999 VU78               | 1999 VU78            | 4 листопада 1999  | Сокорро (Нью-Мексико)            | LINEAR                            |
| (43055) 1999 VR81               | 1999 VR81            | 5 листопада 1999  | Сокорро (Нью-Мексико)            | LINEAR                            |
| (43056) 1999 VW88               | 1999 VW88            | 4 листопада 1999  | Сокорро (Нью-Мексико)            | LINEAR                            |
| (43057) 1999 VN92               | 1999 VN92            | 9 листопада 1999  | Сокорро (Нью-Мексико)            | LINEAR                            |
| (43058) 1999 VT92               | 1999 VT92            | 9 листопада 1999  | Сокорро (Нью-Мексико)            | LINEAR                            |
| (43059) 1999 VF93               | 1999 VF93            | 9 листопада 1999  | Сокорро (Нью-Мексико)            | LINEAR                            |
| (43060) 1999 VS93               | 1999 VS93            | 9 листопада 1999  | Сокорро (Нью-Мексико)            | LINEAR                            |
| (43061) 1999 VU93               | 1999 VU93            | 9 листопада 1999  | Сокорро (Нью-Мексико)            | LINEAR                            |
| (43062) 1999 VC103              | 1999 VC103           | 9 листопада 1999  | Сокорро (Нью-Мексико)            | LINEAR                            |
| (43063) 1999 VC104              | 1999 VC104           | 9 листопада 1999  | Сокорро (Нью-Мексико)            | LINEAR                            |
| (43064) 1999 VK114              | 1999 VK114           | 9 листопада 1999  | Каталінський огляд               | Каталінський огляд                |
| (43065) 1999 VZ124              | 1999 VZ124           | 10 листопада 1999 | Сокорро (Нью-Мексико)            | LINEAR                            |
| (43066) 1999 VJ135              | 1999 VJ135           | 13 листопада 1999 | Станція Андерсон-Меса            | LONEOS                            |
| (43067) 1999 VA140              | 1999 VA140           | 10 листопада 1999 | Обсерваторія Кітт-Пік            | Spacewatch                        |
| (43068) 1999 VK159              | 1999 VK159           | 14 листопада 1999 | Сокорро (Нью-Мексико)            | LINEAR                            |
| (43069) 1999 VO160              | 1999 VO160           | 14 листопада 1999 | Сокорро (Нью-Мексико)            | LINEAR                            |
| (43070) 1999 VD161              | 1999 VD161           | 14 листопада 1999 | Сокорро (Нью-Мексико)            | LINEAR                            |
| (43071) 1999 VA173              | 1999 VA173           | 15 листопада 1999 | Сокорро (Нью-Мексико)            | LINEAR                            |
| (43072) 1999 VS177              | 1999 VS177           | 6 листопада 1999  | Сокорро (Нью-Мексико)            | LINEAR                            |
| (43073) 1999 VP184              | 1999 VP184           | 15 листопада 1999 | Сокорро (Нью-Мексико)            | LINEAR                            |
| (43074) 1999 VT188              | 1999 VT188           | 15 листопада 1999 | Сокорро (Нью-Мексико)            | LINEAR                            |
| (43075) 1999 VJ189              | 1999 VJ189           | 15 листопада 1999 | Сокорро (Нью-Мексико)            | LINEAR                            |
| (43076) 1999 VW189              | 1999 VW189           | 15 листопада 1999 | Сокорро (Нью-Мексико)            | LINEAR                            |
| (43077) 1999 VY191              | 1999 VY191           | 14 листопада 1999 | Сокорро (Нью-Мексико)            | LINEAR                            |
| (43078) 1999 VX192              | 1999 VX192           | 1 листопада 1999  | Станція Андерсон-Меса            | LONEOS                            |
| (43079) 1999 VS194              | 1999 VS194           | 1 листопада 1999  | Каталінський огляд               | Каталінський огляд                |
| (43080) 1999 VA198              | 1999 VA198           | 3 листопада 1999  | Каталінський огляд               | Каталінський огляд                |
| (43081) 1999 VA199              | 1999 VA199           | 4 листопада 1999  | Станція Андерсон-Меса            | LONEOS                            |
| (43082) 1999 VH216              | 1999 VH216           | 3 листопада 1999  | Сокорро (Нью-Мексико)            | LINEAR                            |
| 43083 Франкконрад (Frankconrad) | 1999 WR              | 19 листопада 1999 | Обсерваторія Батон-Руж           | Волтер Куні, [[]]                 |
| (43084) 1999 WQ1                | 1999 WQ1             | 30 листопада 1999 | Сокорро (Нью-Мексико)            | LINEAR                            |
| (43085) 1999 WE2                | 1999 WE2             | 19 листопада 1999 | Обсерваторія Ондржейов           | Петер Кушнірак                    |
| (43086) 1999 WB7                | 1999 WB7             | 28 листопада 1999 | Вішнянська обсерваторія          | Корадо Корлевіч                   |
| (43087) 1999 WW8                | 1999 WW8             | 28 листопада 1999 | Обсерваторія Ньйоска             | Стефано Спозетті                  |
| (43088) 1999 WO9                | 1999 WO9             | 30 листопада 1999 | YGCO (станція Тійода)            | Такуо Кодзіма                     |
| (43089) 1999 WP12               | 1999 WP12            | 29 листопада 1999 | Обсерваторія Кітт-Пік            | Spacewatch                        |
| (43090) 1999 WF20               | 1999 WF20            | 16 листопада 1999 | Сокорро (Нью-Мексико)            | LINEAR                            |
| (43091) 1999 XL1                | 1999 XL1             | 2 грудня 1999     | Обсерваторія Оїдзумі             | Такао Кобаяші                     |
| (43092) 1999 XT5                | 1999 XT5             | 4 грудня 1999     | Каталінський огляд               | Каталінський огляд                |
| (43093) 1999 XA7                | 1999 XA7             | 4 грудня 1999     | Каталінський огляд               | Каталінський огляд                |
| (43094) 1999 XK7                | 1999 XK7             | 4 грудня 1999     | Обсерваторія Фаунтін-Гіллс       | Чарльз Джулз                      |
| (43095) 1999 XF8                | 1999 XF8             | 3 грудня 1999     | Обсерваторія Оїдзумі             | Такао Кобаяші                     |
| (43096) 1999 XL11               | 1999 XL11            | 5 грудня 1999     | Каталінський огляд               | Каталінський огляд                |
| (43097) 1999 XM13               | 1999 XM13            | 5 грудня 1999     | Сокорро (Нью-Мексико)            | LINEAR                            |
| (43098) 1999 XD14               | 1999 XD14            | 5 грудня 1999     | Сокорро (Нью-Мексико)            | LINEAR                            |
| (43099) 1999 XO15               | 1999 XO15            | 5 грудня 1999     | Вішнянська обсерваторія          | Корадо Корлевіч                   |
| (43100) 1999 XV15               | 1999 XV15            | 6 грудня 1999     | Вішнянська обсерваторія          | Корадо Корлевіч                   |

| ← Астероїди 40001—50000 → |             |             |             |             |             |             |             |             |             |
| 40001—40100               | 41001—41100 | 42001—42100 | 43001—43100 | 44001—44100 | 45001—45100 | 46001—46100 | 47001—47100 | 48001—48100 | 49001—49100 |
| 40101—40200               | 41101—41200 | 42101—42200 | 43101—43200 | 44101—44200 | 45101—45200 | 46101—46200 | 47101—47200 | 48101—48200 | 49101—49200 |
| 40201—40300               | 41201—41300 | 42201—42300 | 43201—43300 | 44201—44300 | 45201—45300 | 46201—46300 | 47201—47300 | 48201—48300 | 49201—49300 |
| 40301—40400               | 41301—41400 | 42301—42400 | 43301—43400 | 44301—44400 | 45301—45400 | 46301—46400 | 47301—47400 | 48301—48400 | 49301—49400 |
| 40401—40500               | 41401—41500 | 42401—42500 | 43401—43500 | 44401—44500 | 45401—45500 | 46401—46500 | 47401—47500 | 48401—48500 | 49401—49500 |
| 40501—40600               | 41501—41600 | 42501—42600 | 43501—43600 | 44501—44600 | 45501—45600 | 46501—46600 | 47501—47600 | 48501—48600 | 49501—49600 |
| 40601—40700               | 41601—41700 | 42601—42700 | 43601—43700 | 44601—44700 | 45601—45700 | 46601—46700 | 47601—47700 | 48601—48700 | 49601—49700 |
| 40701—40800               | 41701—41800 | 42701—42800 | 43701—43800 | 44701—44800 | 45701—45800 | 46701—46800 | 47701—47800 | 48701—48800 | 49701—49800 |
| 40801—40900               | 41801—41900 | 42801—42900 | 43801—43900 | 44801—44900 | 45801—45900 | 46801—46900 | 47801—47900 | 48801—48900 | 49801—49900 |
| 40901—41000               | 41901—42000 | 42901—43000 | 43901—44000 | 44901—45000 | 45901—46000 | 46901—47000 | 47901—48000 | 48901—49000 | 49901—50000 |